# 兵藤長雄
兵藤 長雄（ひょうどう ながお、1936年 - 2017年5月16日）は、日本の外交官。ポーランドおよびベルギー駐箚特命全権大使、外務省欧亜局長などを歴任した。欧亜局長時代の92年３月、北方領土交渉で、歯舞・色丹の返還協議、国後・択捉の帰属協議を同時並行で行うとのクナーゼ・ロシア外務次官の提案を拒否した。退官後は、東京経済大学教授や名古屋市立大学特任教授などを務めた。

## 経歴・人物
- 東京府（現・東京都）出身。
- 1955年（昭和30年）東京都立日比谷高等学校を卒業する。
- 1961年（昭和36年）東京大学法学部を卒業して、外務省に入省する。ロシア語研修として、イギリス陸軍教育学校およびロンドン大学東欧スラブ学部へ留学する[1]。
- 1969年（昭和44年）欧亜局東欧第二課事務官[2]
- 1971年（昭和46年） 7月 福田赳夫外務大臣秘書官
- 1973年（昭和48年）駐イギリス大使館一等書記官[2]
- 1974年（昭和49年） 8月 駐ソビエト連邦大使館参事官
- 1977年（昭和52年）経済局資源課長[2]
- 1978年（昭和53年）欧亜局東欧第一課長[2]
- 1981年（昭和56年）8月 駐フィリピン大使館参事官兼マニラ総領事[2]
- 1984年（昭和59年） 8月 駐米公使
- 1988年（昭和63年） 1月 外務省欧亜局審議官、大臣官房総括審議官
- 1990年（平成2年） 7月 外務省欧亜局長
- 1993年（平成5年） 2月 ポーランド駐箚特命全権大使
- 1997年（平成9年） 6月 ベルギー駐箚特命全権大使
- 2000年（平成12年） 3月 外務省を退官
- 2000年（平成12年） 4月 東京経済大学現代法学部教授
- 2001年（平成13年） 4月 国分寺市国際協会会長
- 2001年（平成13年） 3月 Inter-Action Council（通称 OBサミット）事務局次長
- 2001年（平成13年） 6月 総合研究大学院大学評議員（兼経営評議会委員）
- 2002年（平成14年） 4月 独立行政法人北方領土対策協会北方領土研究会委員
- 2002年（平成14年） 6月 エフィシー国際親善協会理事、日・中欧委員長代行
- 2003年（平成15年） 5月 霞関会（外務省内）評議員
- 2004年（平成16年） 6月 日本アルメニア科学教育文化交流協会顧問
- 2004年（平成16年） 7月 国立大学法人総合研究大学院大学学長選考会会議委員
- 2005年（平成17年） 7月 東京財団評議員
- 2009年（平成20年） 4月　ユーラシア21研究会理事
- 2013年（平成25年） 4月　名古屋市立大学22世紀研究所特任教授[3][4]
- 2017年　(平成29年)　5月16日　急性大動脈乖離のため死去　享年80歳

## 同期
- 佐藤行雄（駐オーストラリア大使・駐オランダ大使・外務省北米局長）
- 久米邦貞（駐ドイツ大使・駐ハンガリー大使・ボーイスカウト日本連盟副理事長兼国際コミッショナー）
- 村田光平（駐スイス大使）
- 柳井俊二（外務事務次官・国際海洋法裁判所所長）
- 小原武（駐イラン大使・外務省中近東アフリカ局長）
- 赤尾信敏（駐タイ大使・国連局長）
- 川上隆朗（駐インドネシア大使・駐パキスタン大使）